# Bixley (Norfolk)
Bixley – wieś i civil parish w Anglii, w Norfolk, w dystrykcie South Norfolk. W 2011 civil parish liczyła 144 mieszkańców.
Bixley jest wspomniana w Domesday Book (1086) jako Bichesle/Biskele/Bischelai/Fiskele.